# Emiliano Piedra
Emiliano Piedra Miana (Madrid, 1931 - ibídem, 28 de agosto de 1991) fue un productor y distribuidor cinematográfico español, casado con la actriz Emma Penella (1931-2007).

## Trayectoria
Nació en Madrid. Siendo hijo de Emiliano Piedra Mesas y de Dolores Miana Baños. Huérfano de padre, incursionó en el mundo del cine con apenas diecisiete años trabajando en Magister Film, una distribuidora de películas en 16mm como auxiliar administrativo y en 1957 funda junto a José López Brea, su propia distribuidora, Brepi Films.
En 1960, comenzó su carrera como productor en Producciones M. D., propiedad de la actriz Marujita Díaz y gestionada por el productor de cine venezolano Espartaco Santoni, siendo nombrado dos años más tarde presidente de la compañía. Ese mismo año funda Internacional Films Española.
Su primer gran proyecto como productor fue la película Campanadas a medianoche, dirigida en 1965 por Orson Welles. Finalizadas las doce semanas previstas para el rodaje, consigue los contratos y los créditos necesarios para rodar otras ocho semanas y que Welles pueda terminarla a su gusto.
También es responsable de las adaptaciones cinematográficas de Fortunata y Jacinta (Angelino Fons, 1970) y de La Regenta (Gonzalo Suárez, 1974), ambas protagonizadas por su esposa, así como de la trilogía musical que une a Carlos Saura y Antonio Gades en Bodas de sangre (1981), Carmen (1983) y El amor brujo (1986).
Dedica sus últimos años a la ambiciosa adaptación televisiva de El Quijote de Miguel de Cervantes, con Fernando Rey y Alfredo Landa en los papeles principales y Manuel Gutiérrez Aragón en la dirección. Fallece pocos meses antes de su estreno.  
Su sobrino es el también productor Emiliano Otegui Piedra (1954), presente en la filmografía de Alejandro Amenábar y José Luis Cuerda.
Con Emma Penella tendría tres hijas: Emma, Lola y Emiliana.

## Muerte
Murió víctima del cáncer a los 60 años el 28 de agosto de 1991. Está enterrado en el Cementerio de la Almudena.
Su mujer Emma Penella murió el 27 de agosto de 2007 y está enterrada junto a él.

## Premios
- Premio BAFTA a la mejor película de habla no inglesa por Carmen (1984).
- Premio Goya de Honor a la trayectoria artística, a título póstumo (1992).
- Nominación al Óscar de Hollywood a la mejor película de habla no inglesa por Carmen (1984).